# Mona Rico
Mona Rico (nacida como Enriqueta de Valenzuela; 15 de julio de 1907 - 15 de julio de 1994) fue una actriz estadounidense nacida en México. Sus apariciones en películas incluyen Eternal Love (1929), Shanghai Lady (1929), A Devil With Women (1930), y Zorro Rides Again (1937).

## Carrera
Nacida como Enriqueta de Valenzuela, llegó a Hollywood siendo procedente de la Ciudad de México a la edad de 19 años en abril de 1928 y consiguió un contrato de actuación de cinco años. Su primer papel importante fue junto a John Barrymore como tercera protagonista en una película de United Artists, Eternal Love. Se dice que estaba sentada en la sala de casting del estudio cuando se necesitaban las manos de una chica en una prueba cinematográfica que estaba realizando Ernst Lubitsch. Fue enviada a Lubitsch y, tras grabar sus manos, éste le hizo una prueba completa. Al día siguiente obtuvo su contrato. Fue elegida para interpretar a una bailarina española en Shanghai Lady. [cita requerida]

## Vida personal
Rico obtuvo la nacionalidad estadounidense a los 23 años.[cita requerida] Se casó con el adinerado deportista James N. Crofton, copropietario del complejo turístico Agua Caliente Club en Baja California. Se casaron en Washington D. C., el 19 de octubre de 1932.
El 14 de julio de 1932, Rico iba con Crofton en un avión que se estrelló cerca de Ciudad de México. El piloto/propietario de la aeronave murió y Rico sufrió graves heridas. Rico presentó una demanda por alimentos separados en marzo de 1933 y pidió una suma de 2.000 dólares mensuales a Crofton.
En la demanda, Rico declaró que era actriz de cine y que había ganado 375 dólares semanales en 1931. Sin embargo, ya no podía ganarse la vida como actriz debido a las lesiones faciales sufridas en el accidente aéreo. El procedimiento se retiró posteriormente y se produjo una reconciliación seguida de una segunda luna de miel a Hawaí.
En octubre de 1933 se rumoreó que Crofton había establecido su residencia en Reno, Nevada para obtener el divorcio. Él lo negó, diciendo que estaba en Reno por un viaje de negocios y que planeaba visitar a Rico en San Diego, California, después.[cita requerida]
El 18 de octubre de 1933, Rico obtuvo una sentencia de divorcio en San Diego. Acusó crueldad y se le concedió una pensión alimenticia de 500 dólares al mes.

## Muerte
Rico murió en Los Ángeles, California el 15 de julio de 1994.

## Filmografía
| Año  | Título                | Papel          | Notas                                         |
| ---- | --------------------- | -------------- | --------------------------------------------- |
| 1929 | Eternal Love          | Pia            |                                               |
| 1929 | Shanghai Lady         | Rose           |                                               |
| 1930 | Shadows of Glory      | Helen Williams |                                               |
| 1930 | Alma de Gaucho        | Elsa           |                                               |
| 1930 | A Devil with Women    | Alicia         |                                               |
| 1930 | Big Money             | Sirvienta      |                                               |
| 1932 | Thunder Below         | Pajarita       | Sin acreditar                                 |
| 1935 | Goin' to Town         | Dolores Lopez  |                                               |
| 1937 | Zorro Rides Again     | Carmelita      | Serial, [Chs. 1, 9]                           |
| 1941 | My Life with Caroline | Papel menor    | Sin acreditar, (último papel cinematográfico) |